# Новиков Андрій Йосипович
Андрій Йосипович Новиков (17 жовтня 1877, село Зінов'єво Малоархангельського повіту Орловської губернії, тепер Орловської області, Російська Федерація — 1950) — український радянський діяч, відповідальний секретар Вінницького окружного комітету КП(б)У. Кандидат у члени ЦК КП(б)У в грудні 1925 — листопаді 1927 року. Член Центральної контрольної комісії КП(б)У в листопаді 1927 — січні 1934 року. 

## Біографія
Народився 17 жовтня 1877 (або, за іншими даними, 1880) року в селянській родині. Закінчив дворічну сільську школу. З 1892 року працював за наймом і на заводах Донбасу.
З 1905 року — робітник заводу «Шодуар» міста Катеринослава.
Член РСДРП(б) з 1905 року.
У 1908 році був заарештований, незабаром звільнений з ув'язнення.
Після Лютневої революції 1917 року — член Катеринославської ради робітничих і солдатських депутатів від робітників заводу, працював у Катеринославській продовольчій управі. Один із керівників Червоної гвардії Катеринослава, начальник загону. Брав активну участь в Катеринославському більшовицькому повстанні грудня 1917 року, член Катеринославського губернського революційного комітету.
У 1918 році заарештовувався гетьманською вартою Української держави.
З 1918 року — в Червоній армії. З 1919 року — уповноважений Революційної військової ради у Вищій раді народного господарства (ВРНГ) в Москві.
У 1921—1923 роках — голова Криворізької міської ради, секретар Катеринославського міського комітету КП(б)У.
У 1923—1924 роках — голова Катеринославської губернської ради народного господарства.
У 1924—1925 роках — заступник голови виконавчого комітету Подільської губернської ради. У 1925 році — в.о. відповідального секретаря Подільського губернського комітету КП(б)У.
У 1925—1927 роках — відповідальний секретар Вінницького окружного комітету КП(б)У.
З 1927 року — в апараті Центральної контрольної комісії КП(б)У — Народного комісаріату робітничо-селянської інспекції Української СРР: кандидат у члени Президії ЦКК КП(б)У, завідувач Центрального Бюро скарг ЦКК—РСІ УСРР (у 1928—1931 роках).
У 1932 — січні 1934 року — голова Луганської міської контрольної комісії — робітничо-селянської інспекції.
З 4 березня 1934 року — голова Луганської міської планової комісії та 1-й заступник голови Луганської міської ради.
З 23 липня по серпень 1938 року — в.о. голови Луганської міської ради та в.о. голови виконавчого комітету Луганської міської ради.
Помер у 1950 році.